# Darien (Wisconsin)
Darien es una villa ubicada en el condado de Walworth en el estado estadounidense de Wisconsin. En el Censo de 2010 tenía una población de 1.580 habitantes y una densidad poblacional de 472,9 personas por km².

## Geografía
Darien se encuentra ubicada en las coordenadas 42°36′3″N 88°42′46″O / 42.60083, -88.71278. Según la Oficina del Censo de los Estados Unidos, Darien tiene una superficie total de 3.34 km², de la cual 3.34 km² corresponden a tierra firme y (0%) 0 km² es agua.

## Demografía
Según el censo de 2010, había 1.580 personas residiendo en Darien. La densidad de población era de 472,9 hab./km². De los 1.580 habitantes, Darien estaba compuesto por el 86.01% blancos, el 0.76% eran afroamericanos, el 0.38% eran amerindios, el 0.57% eran asiáticos, el 0% eran isleños del Pacífico, el 10.82% eran de otras razas y el 1.46% pertenecían a dos o más razas. Del total de la población el 22.03% eran hispanos o latinos de cualquier raza.